# Sacha Gros
Sacha Gros (Glenwood Springs, 27 novembre 1974) è un ex sciatore alpino statunitense, vincitore della Nor-Am Cup nel 1997.

## Biografia
Originario di Vail, Gros debuttò in campo internazionale in occasione dei Mondiali juniores di Monte Campione/Colere 1993. Esordì in Coppa del Mondo il 24 novembre 1996 a Park City in slalom speciale e ai Campionati mondiali a Sestriere 1997 in slalom gigante, in entrambi i casi senza completare la prova; in quella stagione 1996-1997 si aggiudicò la Nor-Am Cup. Ai XVIII Giochi olimpici invernali di Nagano 1998, sua unica presenza olimpica, si classificò 26º nello slalom gigante; nello stesso anno conquistò l'ultima vittoria in Nor-Am Cup, il 24 novembre a Winter Park in slalom speciale.
Ai successivi Mondiali di Vail/Beaver Creek 1999 si piazzò 19º nella medesima specialità; ottenne il miglior piazzamento in Coppa del Mondo il 16 gennaio 2000 a Wengen sempre in slalom speciale (10º) e ai Mondiali di Sankt Anton am Arlberg 2001, sua ultima presenza iridata, non completò la gara nella medesima specialità. Conquistò l'ultimo podio in Nor-Am Cup il 15 marzo 2001 a Le Relais in slalom speciale (2º) e prese per l'ultima volta il via in Coppa del Mondo il 22 gennaio 2002 a Schladming nella medesima specialità, senza completare la prova; si ritirò al termine di quella stessa stagione 2001-2002 e la sua ultima gara fu lo slalom gigante di Nor-Am Cup disputato il 27 marzo a Nakiska, chiuso da Gros al 10º posto.

## Palmarès

### Coppa del Mondo
- Miglior piazzamento in classifica generale: 91º nel 2000

### Coppa Europa
- Miglior piazzamento in classifica generale: 15º nel 2000
- 4 podi (dati dalla stagione 1994-1995):
  - 1 vittoria
  - 1 secondo posto
  - 2 terzi posti

#### Coppa Europa - vittorie
| Data             | Località  | Paese  | Specialità |
| ---------------- | --------- | ------ | ---------- |
| 15 dicembre 1999 | Obereggen | Italia | SL         |

Legenda:

Sl = slalom speciale

### Nor-Am Cup
- Vincitore della Nor-Am Cup nel 1997[1]
- Vincitore della classifica di slalom speciale nel 1997
- 15 podi (dati dalla stagione 1994-1995):
  - 4 vittorie
  - 5 secondi posti
  - 6 terzi posti

#### Nor-Am Cup - vittorie
| Data             | Località      | Paese       | Specialità |
| ---------------- | ------------- | ----------- | ---------- |
| 18 dicembre 1996 | Attitash      | Stati Uniti | SL         |
| 19 dicembre 1996 | Attitash      | Stati Uniti | SL         |
| 13 marzo 1998    | Mount Norquay | Canada      | SL         |
| 24 novembre 1998 | Winter Park   | Stati Uniti | SL         |

Legenda:

Sl = slalom speciale

## Campionati statunitensi
- 5 medaglie (dati dalla stagione 1994-1995):
  - 3 ori (slalom gigante nel 1997; slalom speciale nel 1998; slalom speciale nel 1999)
  - 2 bronzi (slalom speciale nel 2000; slalom speciale nel 2001)